# Центрально-Міський район (Горлівка)
| Райони Горлівки: Калінінський Микитівський Центрально-Міський | Населені пункти: 1 — Гладосове 2 — Гольмівський 3 — Зайцеве 4 — Михайлівка 5 — Озерянівка 6 — Пантелеймонівка 7 — П'ятихатки 8 — Рясне 9 — Ставки 10 — Федорівка 11 — Широка Балка |

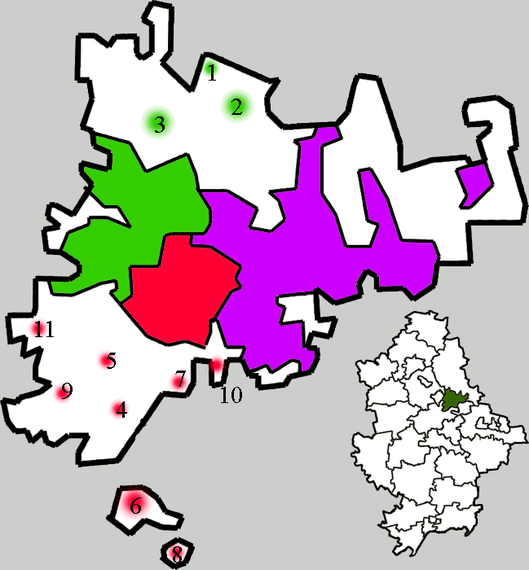
Адміністративний устрій території Горлівської міськради:

Центрально-Міський район Горлівки — на півдні міста Горлівка.
Адміністративно підпорядковані:
- Пантелеймонівська селищна рада
- Озерянівська селищна рада

## Населення
За даними перепису 2001 року населення району становило 118 823 особи — найбільший за чисельністю населення в місті.

### Мовний склад
Рідна мова населення за даними перепису 2001 року:
| Мова       | Чисельність, осіб | Доля     |
| ---------- | ----------------- | -------- |
| Українська | 16 828            | 14,23 %  |
| Російська  | 99 675            | 84,27 %  |
| Інше       | 1 780             | 1,50 %   |
| Разом      | 118 283           | 100,00 % |

## Визначні пам'ятки
- культурно-спортивний комерційний центр «Стирол» і ГМЗ імені Артема,
- кінотеатр «Шахтар»,
- готель «Батьківщина», «Стирол», «У Зінаїди», «Еллада»,
- художній музей і музей історії міста,
- ПКіВ імені Горького, «Ювілейний», сквер на вулиці Петровського,
- стадіон «Шахтар»,
- Свято-Пантелеймоновська церква,
- пам'ятник засновникові міста — Горлову П. Н.,
- пам'ятник танкістам визволителям — танк Т-34,
- пам'ятник червоноармійцям (1918 рік).
- пам'ятник Леніну В. І. (червоний граніт, площа Леніна по просп. Перемоги, біля Міськради)

### Навчальні заклади
- Горлівський інститут іноземних мов імені Крупської,
- Автомобільно-дорожній інститут Донецького національного технічного університету, (площа Леніна по просп. Перемоги, біля Міськради)
- Технікум Донецького національного технічного університету,
- Технікум Донецького національного університету,
- Машинобудівний коледж,
- Житлово-комунальний технікум,
- Технікум харчової промисловості,
- Медичне училище.

## Житлові масиви
- Центр міста,
- 88-й квартал,
- Селище Штерівка,
- Селище Короленка,
- Аксенівка,
- Олексіївка,
- Таганрозький,
- Травневий,
- сел. ш-ти Леніна,
- Фінський,
- Космос,
- 245-й квартал (Горлівка),
- «Черемушки»,
- селище Мирне.

## Основні автомагістралі
- просп. Леніна
- просп. Перемоги
- бульвар Димитрова
- площа Леніна (Міськрада, міськвиконком, виконком Ц-Міськ. р-ну — просп. Перемоги, 67)
- площа Повстання (кскц)
- площа Перемоги (фонтан)
- вул. Горлівської Дивізії
- вул. Остапенка І. О.
- вул. Лейтенанта Бойко
- вул. Першотравнева
- вул. Інтернаціональна
- вул. Рудакова О. П.
- вул. Моісеєнко
- вул. Гайового
- вул. Гагаріна Юрія
- вул. Мініна й Пожарського
- вул. Орловського
- вул. Кузнєцова-Зубарєва
- вул. Українська
- вул. Кірова С. М.
- вул. Нестерова
- вул. Пушкінська
- вул. Комсомольська
- вул. Безпощадна

## Промислові підприємства
- шахти імені Леніна й «Кочегарня» ДХК «Артемвугілля»,
- Горлівський машинобудівний завод імені Кірова (ЗАТ Горлівський машинобудівник),
- ТОВ «Енергомаш»,
- Фабрика трикотажного полотна (трикотажна фабрика)
- ЗАТ «Еластомер»,
- ТОВ «Авторемзавод»,
- Донецькобленерго,
- ДП РУ «Укрпромводчермет».

## Міський транспорт
Представлено всі види транспорту, що існують у місті:
- тролейбуси (всі маршрути):
  - 1 трикотажна фабрика — станція Микитівка (Микитівський район (Горлівка))
  - 2 ж/м Будівельник — мікрорайон «Сонячний» (Калінінський район (Горлівка))
  - 3 ж/м Будівельник — Новогорлівка (Калінінський район (Горлівка))
  - 4 ж/м Будівельник — станція Микитівка (Микитівський район (Горлівка))
- трамваї:
  - 1 вокзал (селище Травневе) — Шахта імені Леніна (Жовті ставки)
  - 2 16 лінія (Оптовий ринок) — шахта імені Леніна (Жовті ставки)
  - 3 центр (автовокзал) — ВАТ «Стирол» (Калінінський район (Горлівка)) (відмінений)
  - 5 245 квартал — ВАТ «Стирол» (Калінінський район (Горлівка)) (відмінений)
  - 6 центр — 245 квартал (відмінений)
  - 7 245 квартал — Штерівка
  - 8 шахта імені Калініна — Центр
  - 9 («А») центр (кільцевий маршрут) (відмінений) (відновлений в 2010 р.)
- маршрутні таксі, автобуси

## Залізничні станції й зупинки
- станція Горлівка
- зупинний пункт 1117 км (закрито)
- зупинний пункт Батманка
- станція Пантелеймонівка